# Nothoasteia clausa
Nothoasteia clausa är en tvåvingeart som beskrevs av Mcalpine 1988. Nothoasteia clausa ingår i släktet Nothoasteia och familjen Neurochaetidae. Inga underarter finns listade i Catalogue of Life.